# كزبرة
القزبر أو القسبر أو الكُـزْبـَرَة أو الكسبر أو التِّـقْـدَة نبات عشبي حولي يتبع الفصيلة الخيمية.

## الموطن والانتشار
أصله آسيا وشمال أفريقيا. تنتشر في بلدان حوض البحر الأبيض المتوسط كما تزرع في الهند وأمريكا الجنوبية وأوروبا. تستخدم أوراقه وثماره المجففة في العديد من الأطعمة. ينمو عادة إلى 50 سم أو (20 إنش).

## الوصف النباتي
نبات عشبي حولي ذو رائحة عطرية قوية يصل ارتفاعه إلى 50 سم له أوراق علوية دقيقة التقطيع وأزهار صغيرة بيضاء أو قرنفلية اللون وتعطي ثماراً دائرية صغيرة صفراء إلى بنية اللون وتعتبر الكزبرة من التوابل المشهورة.

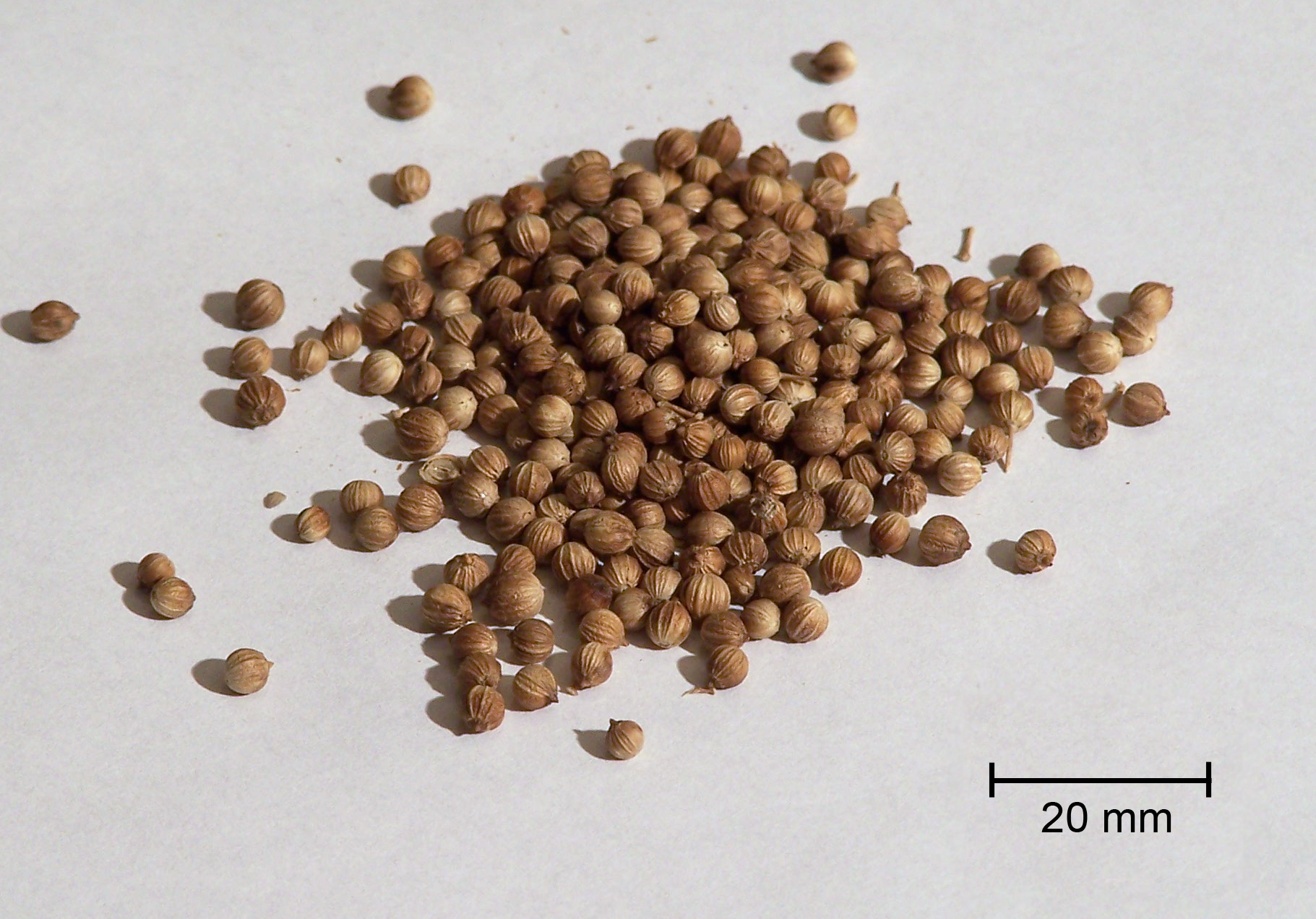
ثمار الكزبرة الجافة

## وقت النمو ، الزهرة والثمار
فترة الإزهار من يونيو إلى يوليو وتستمر حوالي أربعة أسابيع. الأزهار مزدوجة الخيمة، التي تنتصب على فرع إزهار طويل، مسطح وله ثلاثة إلى خمسة تشعيبات. زهور الكزبرة بيضاء. أثناء التلقيح، يزور النحل الكزبرة بكثرة. البتلة الخارجية للزهور الهامشية متشعبة ويبلغ طولها من 3 إلى 4 ملم. وهي متشعبة بعمق مع فصوص بيضاوية ممدودة. البتلتان المتجاورتان مكونتان من فصين بشكل غير متماثل. ويكون الفص الأمامي أكبر عدة مرات من الفص الخلفي.
البتلات المزدوجة تكاد تكون كروية وتتكون من جزأين. وعادة ما يبقون معًا بعد النضج. الثمار الجزئية لونها أصفر إلى بني من الخارج وأحياناً أرجوانية  ومن الداخل فاتحة اللون. الثمار الجزئية محززة رأسياً من الخارج ومجوفة من الداخل. ومع نضوج الثمرة، تقل رائحة أجزاء النبات والثمرة .
الصنف Coriandrum sativum var. يبلغ قطر الثمرة في المتوسط 2.5 إلى 5 ملم . تزرع الثمار الأكبر حجمًا بشكل رئيسي في البلدان الاستوائية وشبه الاستوائية مثل المغرب والهند وأستراليا وتتميز بانخفاض نسبة الزيوت العطرية (0.1-0.4%). تتراوح كتلة الألف حبة بين 2 و10 جرام. تتمتع البذور بفترة صلاحية تبلغ حوالي 3 سنوات، ويتم تخزينها في درجة حرارة ثابتة أقل من 10 درجات مئوية ومحتوى رطوبة البذور أقل من 10٪، ولكنها قادرة على الإنبات لفترة أطول   بحد أقصى يصل إلى 6 سنوات. ومع ذلك، لا يزال بعض المزارعين يحققون معدلات نجاح في الإنبات تزيد عن 80 بالمائة حتى بعد 8 سنوات من تخزين البذور الجافة في درجة حرارة الغرفة.
توصف الكزبرة بأنها أحد المكونات الأصلية في التركيبة السرية لشركة كوكا كولا.

## عدد الكروموسومات
عدد الكروموسومات 2n  هو  = 20 أو 22.

## استخراج الزيت
يتم استخراج زيت الكزبرة العطري من البذور باستخدام التقطير بالبخار.

## معرض صور

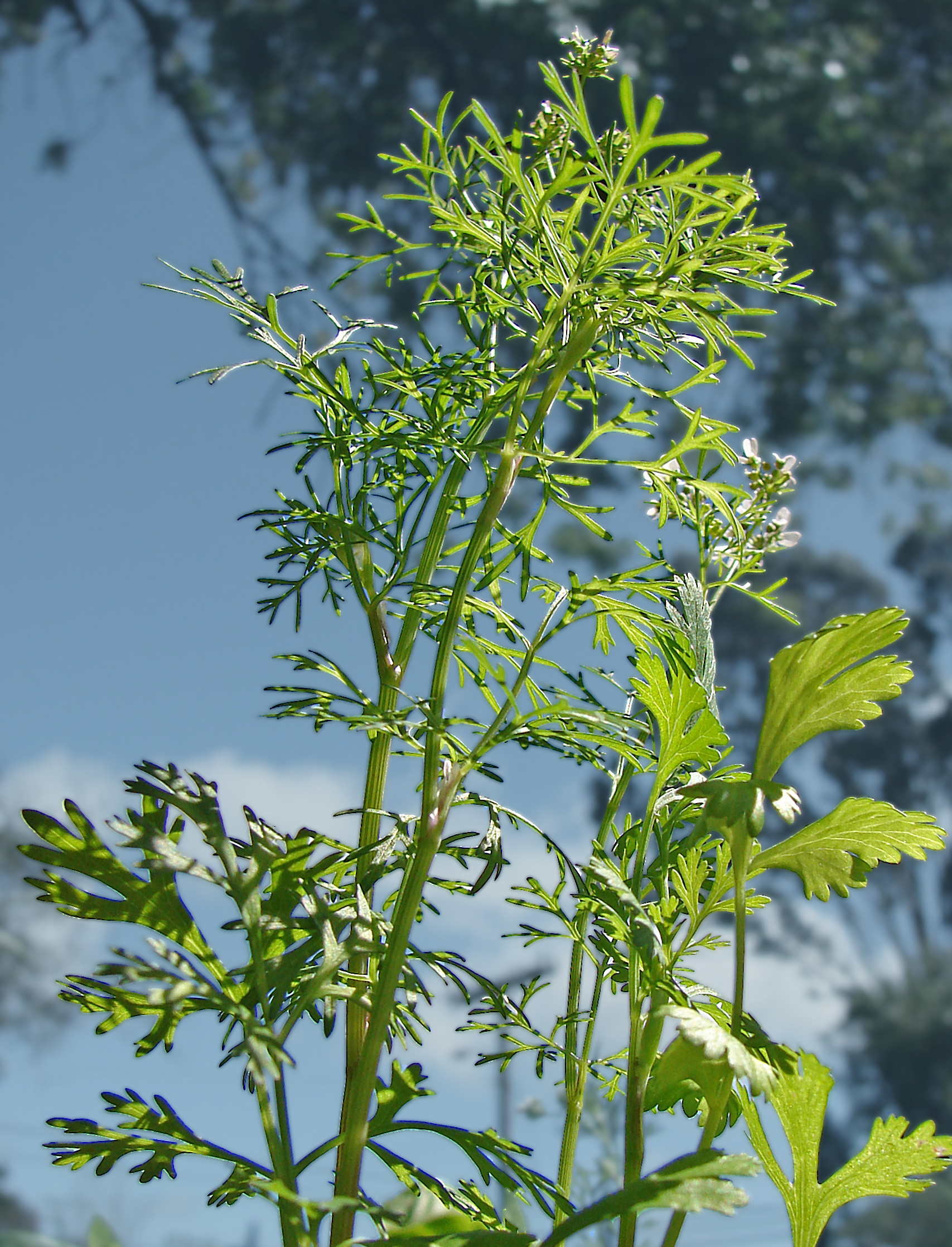
أوراق الكزبرة
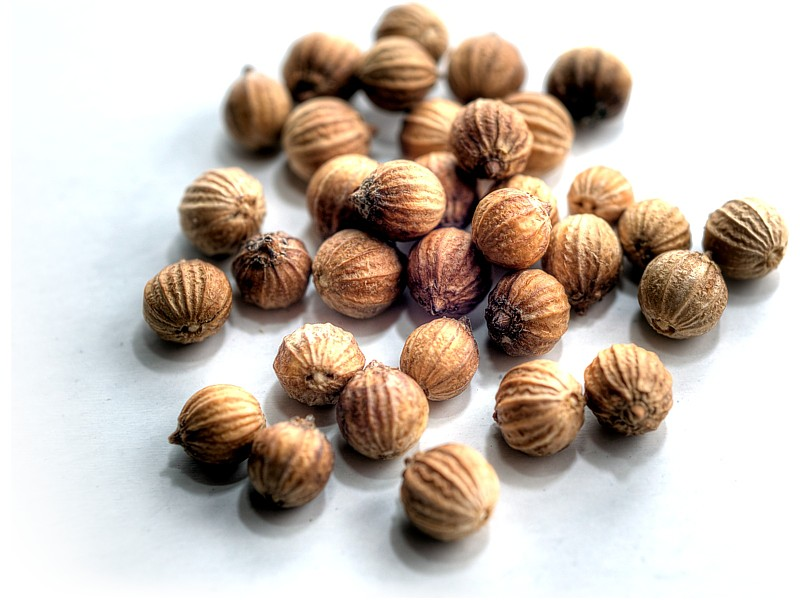
حبوب الكزبرة (بين  3 و 5 مليمتر)
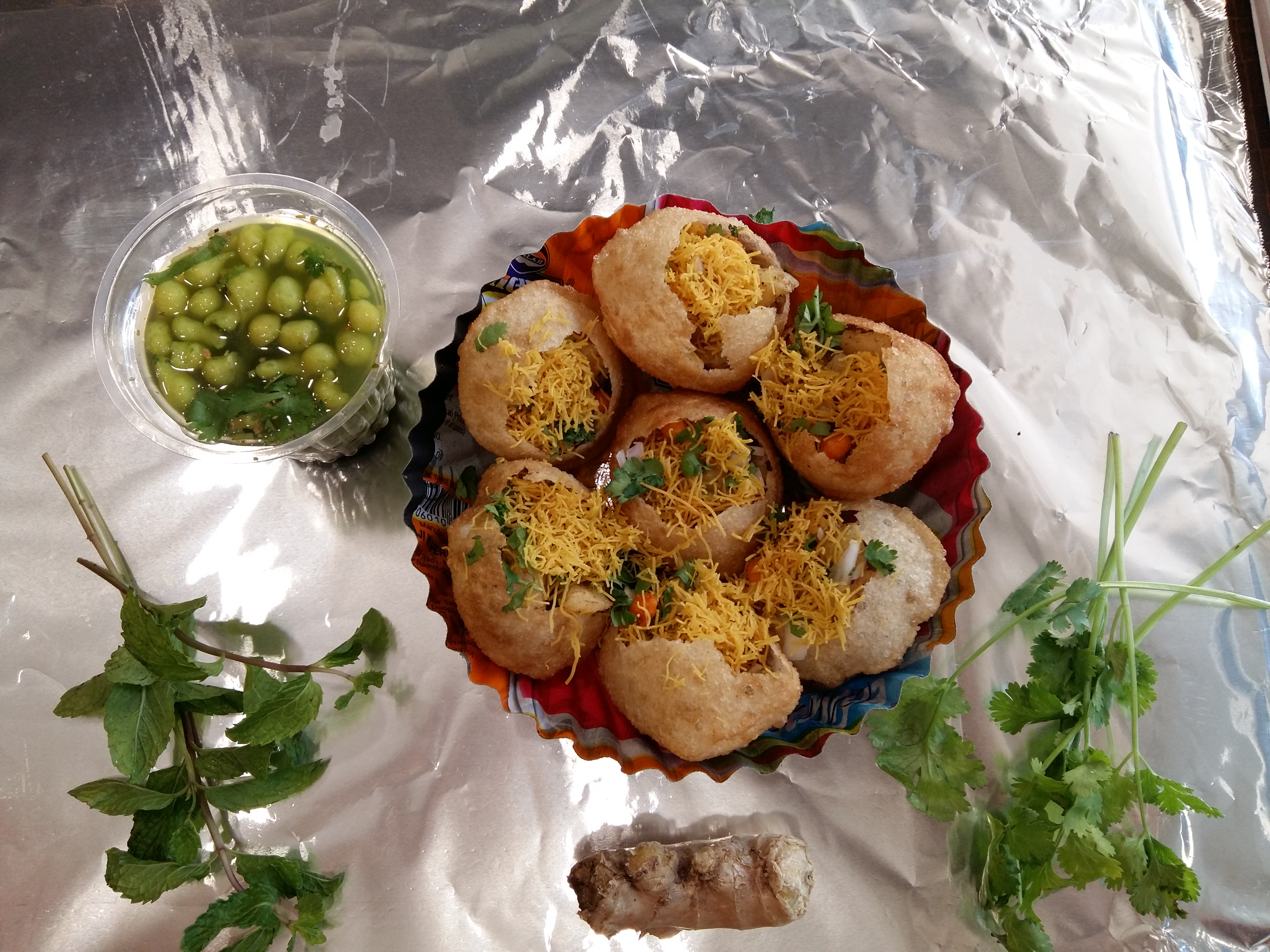
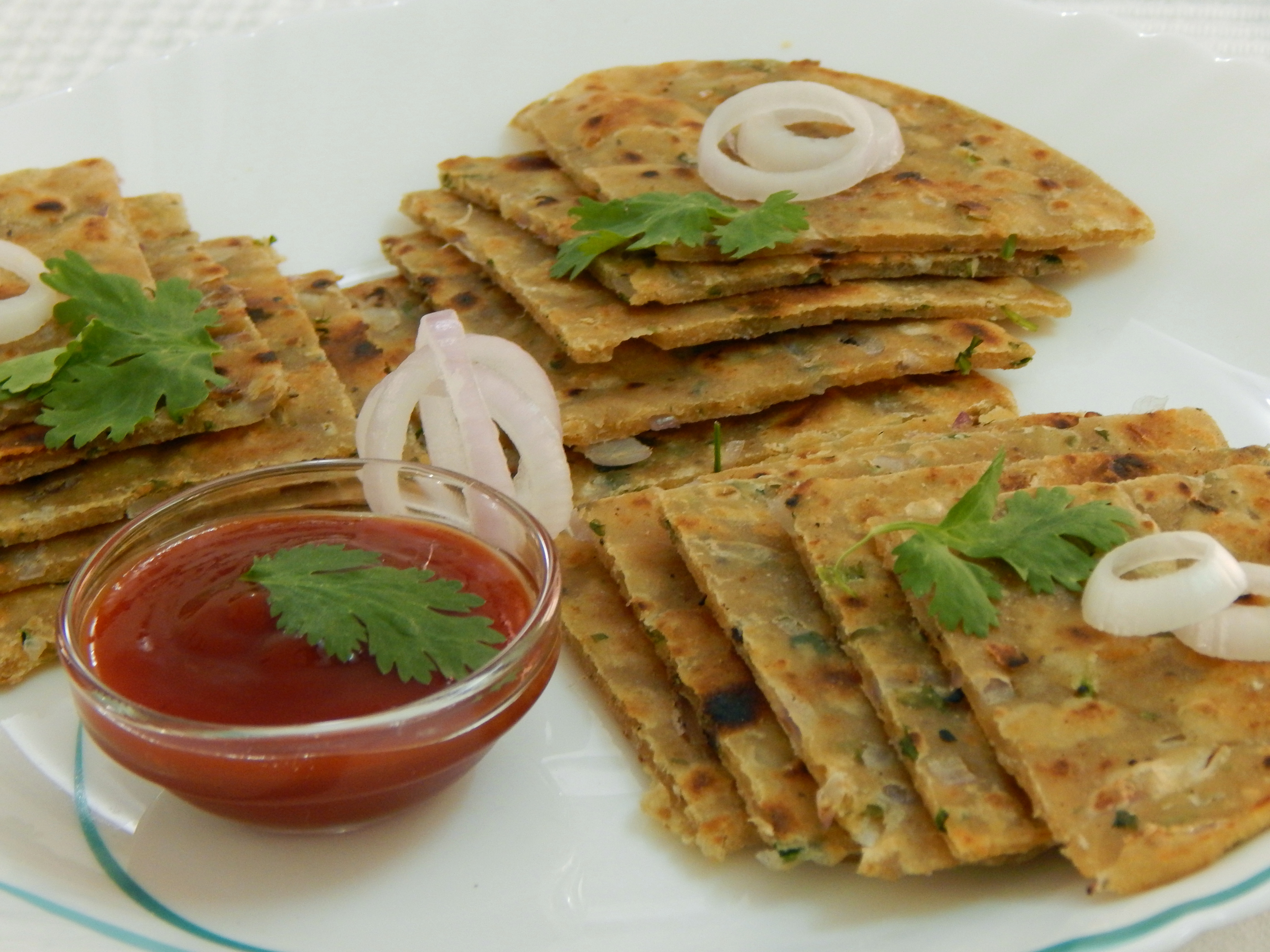
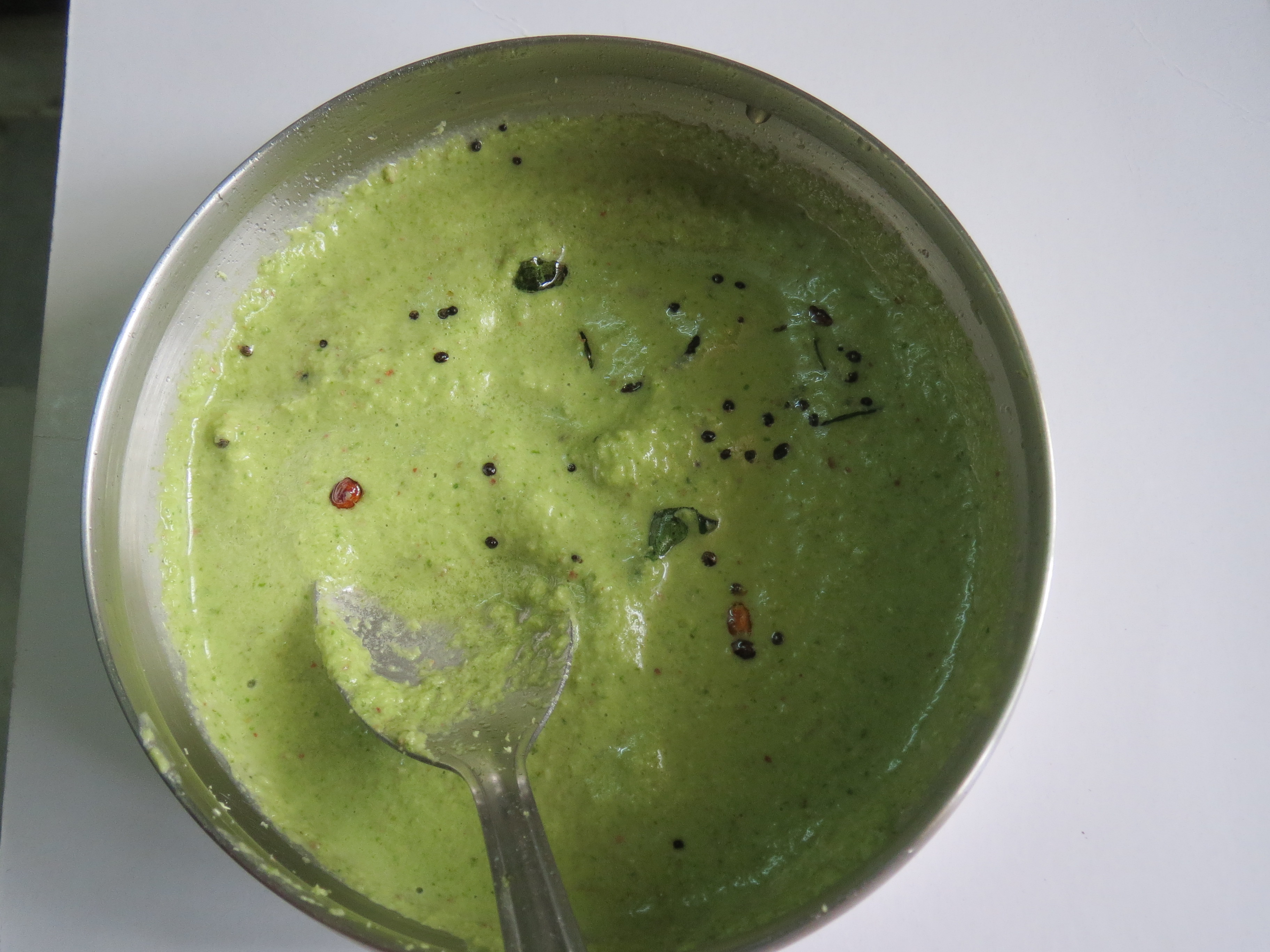
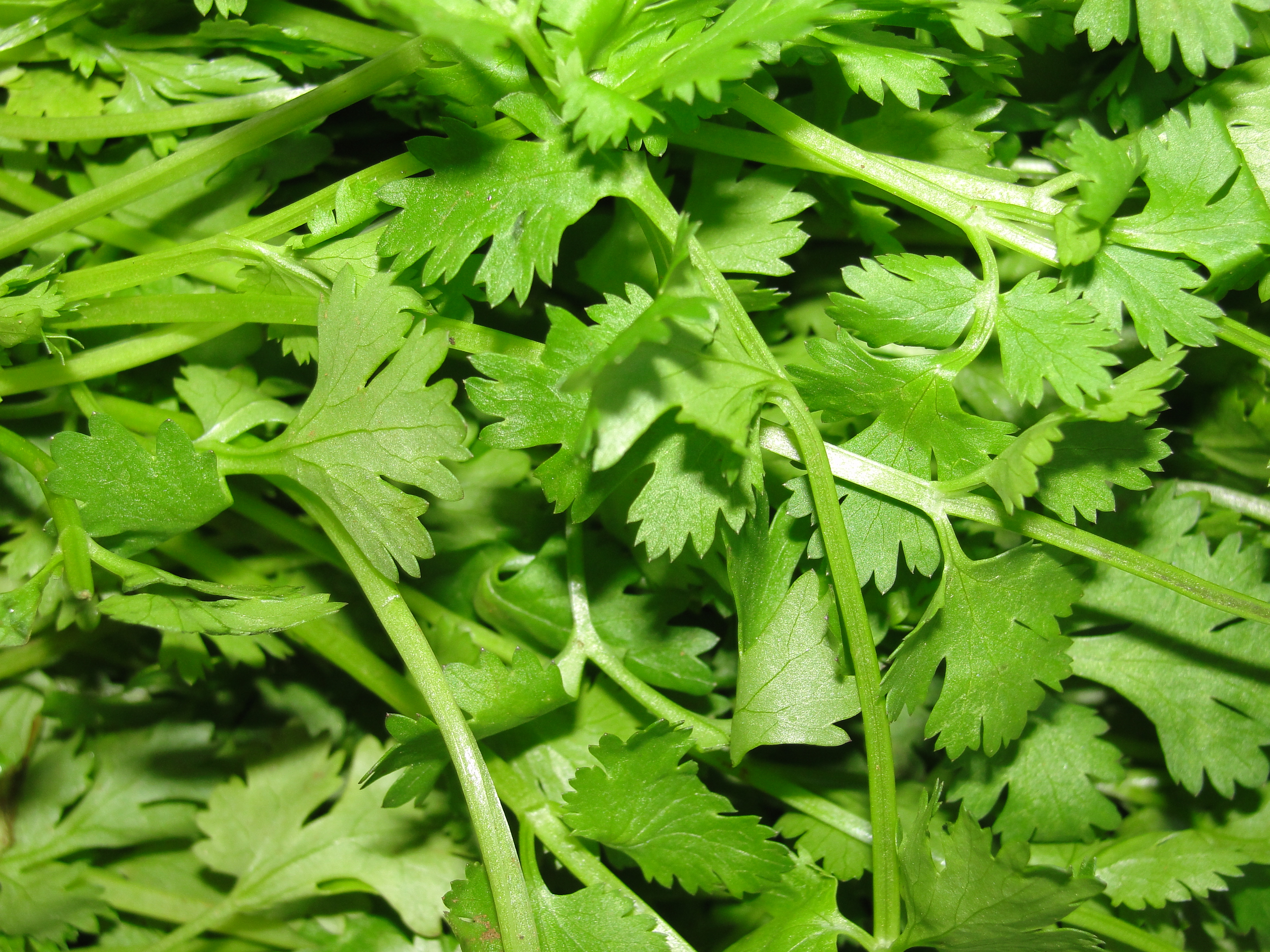
أوراق الكزبرة

## المكونات
تحتوي بذور الكزبرة على زيت الكزبرة، حوالي 0.3-2٪ من الزيت العطري (Oleum coriandri aethereum، destillatum)، والذي يتكون في الغالب من اللينالول الأحادي، والكافور، وتيربين، وألفا بينين، وما إلى ذلك. يتكون. ويختلف تركيبها أيضاً تبعاً لمرحلة نضج البذور. تضمن هذه المواد على وجه الخصوص أن تكون للبذور رائحة طيبة ولا تعود إلى طبيعتها إلا بعد أن تجف. تحتوي البذور أيضًا على حوالي 13-23% من الزيت الدهني (Oleum coriandri)، الذي تتكون الدهون الثلاثية منه في الغالب من استرات مع حمض البيتروسيلينيك، وحمض اللينوليك وحمض الأوليك. يمكن استخدام الزيت الدهني كبديل لزيت النخيل وزيت جوز الهند، اللذين يستخدمان في المنظفات (المادة الأساسية) وفي إنتاج مستحضرات التجميل أو معالجة الجلود.[12] تحتوي العشبة والجذور أيضًا على زيت أساسي (رغم أنه قليل جدًا، فقط حوالي 0.1-0.25%)، والذي يتكون من 85-95% من الألدهيدات الأليفاتية. الأوراق غنية بفيتامين أ وفيتامين ج وفيتامين ك مع العناصر النزرة من المعادن (المائدة).

## القيمة الغذائية
تحتوي أوراق الكزبرة النيئة على 92% ماء، و 4% كربوهيدرات، و 2% بروتين، وأقل من 1% دهون. القيمة الغذائية لبذور نبات الكزبرة تختلف عن القيمة الغذائية للسيقان او الأوراق الطازجة. في كمية 100 جرام (3.50 أونصة) تكون الأوراق غنية بشكل خاص بالفيتامينات (أ ، ج ، ك) مع محتوى معتدل من المعادن الغذائية. وعلى الرغم من أن البذور تحتوي على معدل أقل من الفيتامينات، إلا أنها توفر كميات كبيرة من الالياف الغذائية، والكالسيوم، والسلينيوم، والحديد والمغنسيوم، والمنجنيز.

## الاستخدام في الطبخ
جميع أجزاء النبات صالحة للأكل. الأوراق الطازجة والبذور المجففة هي الأكثر استخدامًا في الطهي، وجذور الكزبرة هي عنصر مهم في المطبخ التايلاندي، والكزبرة بشكل عام تستخدم في جميع مطابخ العالم.
الأعشاب والبذور (بالأصح: الثمار) تستخدم على نطاق واسع في توابل المطبخ. الرائحة والطعم في الأعشاب والبذور: الاثنين مختلفان تمامًا؛ لا يمكنهم استبدال بعضهم البعض. وتختلف أيضًا المناطق التي يتم فيها استخدام الأعشاب والبذور بكثرة. بينما لعبت البذور الدور الأكبر في أوروبا، تم استخدام الأجزاء الخضراء من النبات في المقام الأول في مطبخ أمريكا الجنوبية وجنوب شرق آسيا، ولكن أيضًا في جنوب البرتغال. في أيامنا هذه، وبسبب العولمة، لم يعد مثل هذا التمييز الإقليمي ممكنا بعد الآن. تستخدم كل من البذور والأوراق على نطاق واسع في المطبخ الهندي.
 في تايلاند تُستخدم الجذور مثل جذور البقدونس أو البقدونس الجذري.
الأوراق الطازجة هي أحد مكونات العديد من الأطباق مثل: الصلصات والسلطات، وتستخدم على نطاق واسع بوصفها زينة في أطباق الحساء والأسماك واللحوم. يختلف طعم الأوراق عن طعم البذور، حيث تظهر البذور نكهات الحمضيات، في حين أن النكهة السائدة في الأوراق هي الالدهيدات.

## الأهمية الطبية
تم استخدام الكزبرة في طب الأعشاب منذ زمن مصر القديمة. تستخدم الثمار المجففة كدواء. ويقال إن الزيت العطري له تأثير محفز للشهية، وهضمي، ومضاد للتشنج، ومخفف للألم على اضطرابات المعدة والأمعاء. وعليه تدخل الكزبرة في بعض مستحضرات علاج اضطرابات المعدة والأمعاء. لكن الكزبرة لها تأثير أضعف من الكراوية أو الشمر. وللقيام بذلك، يجب سحق البذور أو طحنها، وإلا فلا يمكن إستخلاص (ذوبان) الزيوت بالماء. يمكن أيضًا استخدام الكزبرة لعلاج انتفاخ البطن عند الحيوانات.
تشير الإحصائيات في سويسرا إلى أن 15% من جميع المصابين بالحساسية لديهم حساسية تجاه الكزبرة. فرط الحساسية هذا هو جزء من متلازمة الكرفس موغورت. [38] في الأشخاص الحساسين، يمكن أن تسبب عصارة النبات أيضًا تفاعلات جلدية حساسية ضوئية عند تعرضها لأشعة الشمس.